# Conselho de Estado (Nigéria)
O Conselho de Estado da Nigéria é um órgão poítico da Nigéria. As suas funções incluem a informação ao executivo na criação de política.

## Composição
O Conselho de Estado compõe-se das seguintes pessoas: 
- Presidente, quem é o Chefe;
- Vice-presidente, quem é o vice-Chefe;
- Todos os antigos Presidentes da Federação e Todos os antigos Chefes de Governo da Federação;
- Todos os antigos Chefe de Justiça da Nigéria;
- Presidente do Senado;
- Orador da Câmara dos Representantes;
- Todos os Governadores de estados da Federação; e
- Procuradoria-Geral da Federação.

## Deveres
O conselho tem as seguintes responsabilidades:

1. Assessorar o Presidente no exercício das suas competências no que diz respeito a:-
- Nacional recenseamento da população e elaboração, publicação e manutenção de registos e outras informações referentes ao mesmo;
- Prerrogativa de misericórdia;
- Adjudicação de honras nacionais;
- A Comissão Nacional Eleitoral Independente (incluindo a nomeação dos membros dessa Comissão);
- O Conselho Judicial Nacional (inclusive a nomeação dos membros, outros que ex-ofício membros desse Conselho);
- A Comissão Nacional da População (incluindo a nomeação dos membros dessa Comissão); e

2. Aconselhar o presidente quando solicitado a fazê-lo sobre a manutenção da ordem pública dentro  da Federação ou qualquer parte dela e em outras matérias como o presidente pode controlar.